# Ascorhiza leguminosarum
Ascorhiza leguminosarum Lecht.-Trinka, 1931 è un fungo ascomicete appartenente alla classe Sordariomycetes, unica specie nota del genere Ascorhiza Lecht.-Trinka, 1931. Le relazioni tra questo taxon e gli altri della classe non sono ben chiare.
È stato rinvenuto nei tubercoli radicali di Astragalus alopecuroides (Fabaceae o Leguminosae).